# Гадкие лебеди (повесть)
«Га́дкие ле́беди» (в части публикаций «Вре́мя дождя́») — повесть братьев Стругацких 1967 года, трактуемая авторами как «реалистическая фантастика». Первоначально должна была выйти в сборнике издательства «Молодая гвардия» в 1968 году, но не прошла цензуру. С того же года машинописи, подаваемые в редакции периодических изданий, попали в «самиздат» и активно распространялись.
Действие разворачивается в неизвестной стране. Модный писатель Виктор Банев оказывается в городе своего детства фактически в ссылке, поскольку лично господином Президентом ему предложено «перестать бренчать». В этом городе проживают бывшая жена Банева и их дочь-подросток. Обывателей беспокоит, что их детей отчуждают от родителей «мокрецы». Об этих существах в масках говорят, что они генетически больны (однако мокрецов курируют военные), а также что именно они устроили дождь, не прекращающийся в городе уже много лет подряд. Банев в основном занят выпивкой и много рассуждает о ценности творчества, пытаясь при этом разобраться, что же происходит в таинственном городе. В финале писатель оказывается свидетелем конца старого мира и наступления нового: все дети ушли к «мокрецам». После этого спиртное и наркотики обращаются в родниковую воду, рушатся бетонные крепости и ржавеет оружие. Рассеиваются тучи, и в солнечном ярком новом мире дети мгновенно становятся взрослыми. Банев счастлив увидеть всё это, но новый мир не принадлежит ему, и он должен «не забыть вернуться».
В 1972 году повесть без ведома авторов была опубликована в ФРГ издательством «Посев». В СССР в сокращении впервые увидела свет в 1986 году — в журнале «Изобретатель и рационализатор» (№ 9 и 10). Вариант текста под названием «Время дождя» увидел свет в 1987 году в журнале «Даугава» и в 1988—1989 годах в журнале «Природа и человек». Параллельно текст повести был включён в роман «Хромая судьба», издание которого вышло в 1989 году. Книжные издания «Гадких лебедей» выходили в 1991 году в Москве (сборник научной фантастики № 34 издательства «Знание») и в Таллине. «Гадкие лебеди» неоднократно переиздавались как в составе романа «Хромая судьба», так и отдельным текстом. В 33-томном полном собрании сочинений Стругацких отдельный текст «Гадких лебедей» с вариантами рукописных версий и комментарием был помещён в 11-й том, будучи включённым в контекст творчества Стругацких второй половины 1960-х годов.
Запоздавшая публикация не снизила интереса критиков и литературоведов к повести. В перестроечные годы были распространены упрощённо-политизированные трактовки текста как описания судьбы творца в тоталитарном обществе, причём прототипом Виктора Банева считался Владимир Высоцкий. В понимании философов и социологов, в частности В. В. Сербиненко или Б. В. Межуева, «Гадкие лебеди» диагностируют переходный период развития Стругацких как социальных мыслителей, когда они приступили к радикальному пересмотру коммунистической утопии и разработке своей базовой концепции раскола человечества на элиту и большинство, сопряжённую с пессимизмом относительно светлого будущего, которое «создаётся тобой, но не для тебя».
В 1986 году Стругацкие сотрудничали с кинорежиссёром К. Лопушанским, написав для него сценарий по мотивам повести, названный «Туча». Отвергнутый режиссёром и 1-м творческим объединением киностудии «Ленфильм», сценарий в 1987 году был опубликован как самостоятельное произведение. Фильм «Гадкие лебеди», поставленный К. Лопушанским в 2006 году, получил сдержанную или негативную оценку критиков и не имел успеха в прокате. Борис Стругацкий не принимал участия в этом проекте.

## Сюжет

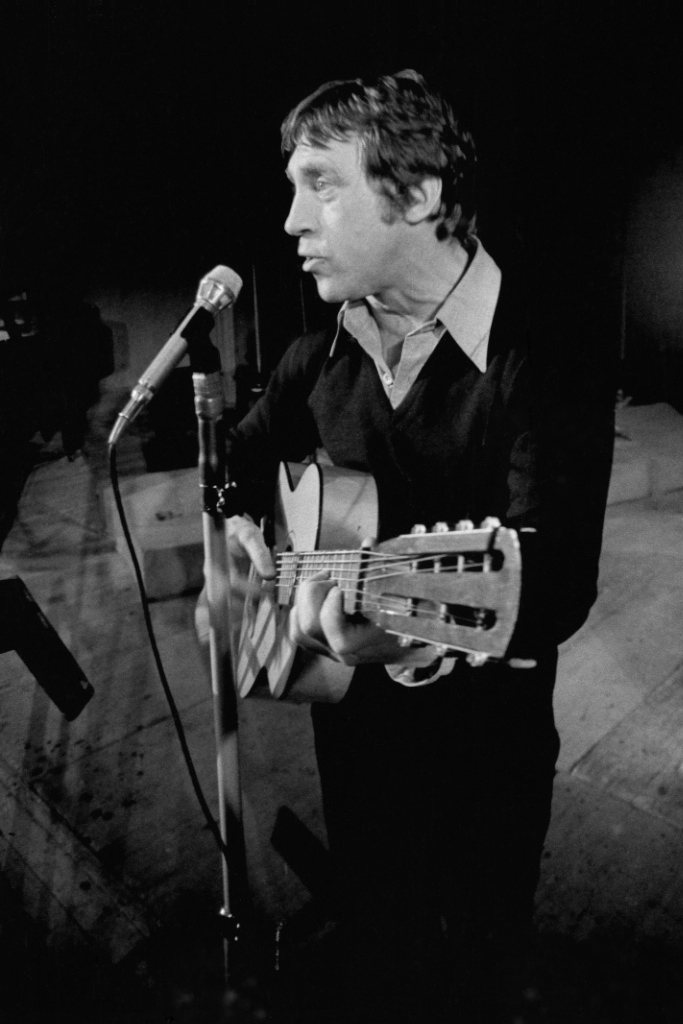
Владимир Семёнович Высоцкий — один из важнейших прототипов Виктора Банева

Действие происходит в неопределённое время, в неназванном городе, в безымянной стране, в тоталитарном государстве «с черновыми общими чертами капиталистического строя». Авторская вселенная построена на элементах, присущих разным восточноевропейским странам: национальный флаг польский — двухцветный, красно-белый, денежная единица чехословацкая — крона, фамилия главного героя Банев имеет явно болгарское звучание. В то же время упоминаются чины из Табели о рангах. Страна пережила большую войну, закончившуюся примерно за двадцать лет до начала событий, описанных в повести.
Главный герой — модный писатель Виктор Ба́нев, человек средних лет, любитель выпить и покутить. Он вынужден покинуть столицу, опасаясь возможных репрессий со стороны господина президента, лично приказавшего ему «перестать бренчать». Виктор приезжает в провинциальный город, в котором провёл своё детство. Там живут его бывшая жена Лола и их дочь-подросток Ирма. Писатель попадает в череду странных событий, связанных с «мокрецами» или «очкариками» — людьми, о которых говорят, что они поражены некоей генетической болезнью. Молва упорно твердит, что именно мокрецы наслали на город дождь, не прекращающийся много лет подряд. Мокрецы живут в лепрозории, специально построенном в Лошадиной лощине и охраняемом военными частями. Взрослые обыватели города боятся мокрецов, а подростки их просто обожают, в том числе и дочь Банева Ирма. Мальчик Бол-Куна́ц, приятель Ирмы, приглашает писателя встретиться с учениками гимназии, которые поражают его своими оригинальными взглядами и поведением.
Банев попеременно живёт то в гостинице, в ресторане которой каждый вечер выпивает, то в санатории, где работает медсестрой его подруга-любовница Диана, сочувствующая мокрецам. Диана последовала за своим бывшим мужем, философом Павлом Зурзмансо́ром, который «переродился» в мокреца. Писатель Банев пытается «быть на своей стороне», руководствуясь в первую очередь эмоциональными предпочтениями. Если мокрецы и воспитанные ими вундеркинды ему непонятны, но вызывают уважение, то бургомистр ставит на мокрецов капканы, а полицмейстер постоянно задерживает идущие в лепрозорий грузы. В основном это книги, так как чтение для мокрецов подобно пище: лишённые книг, они погибают от голода. Банев помогает Диане вызволить попавшего в капкан мокреца, вступается за него в ресторане, угоняет задержанный полицией грузовик с книгами и доставляет груз в лепрозорий.
Банев обсуждает мокрецов в застольных беседах с главврачом лепрозория Юлом Го́лемом, спившимся художником Рэмом Квадригой и санитарным инспектором Па́вором Су́мманом. Баневу не нравятся ни местные патриоты, организованные в Легион во главе с губастым Фламином Ювентой, ни военные во главе с неким генералом Пфердом. Голем утверждает, что мокрецы совершенно ничем не больны, а являются представителями будущего человечества, новым генетическим видом людей, интеллектуально и морально превосходящим нынешних обывателей.
События начинают развиваться драматически. Павор Сумман оказывается не санитарным инспектором, а сотрудником контрразведки, собирающим всевозможные сведения об обитателях лепрозория. Когда Банев узнаёт, что Сумман пытался захватить мокреца (чему был свидетелем и получил удар кастетом по голове), он обращается к людям, похожим на силовиков из конкурирующего ведомства. Суммана арестовывают прямо в гостинице, и он исчезает. Сотрудники департамента, которым Банев донёс на мнимого санитарного инспектора, награждают его от имени президента медалью «Серебряный Трилистник» 2-й степени (третья у Банева уже была за подвиги на минувшей войне) и дают понять, что за проявленную лояльность господин президент милостиво согласился снять с писателя опалу. Теперь Банев может возвращаться в столицу, ничего не опасаясь. Но он остаётся в родном городе, наблюдая за происходящим.
В финале события несутся вскачь: все дети уходят от родителей к мокрецам, которые начинают строительство нового мира, а остальные жители города эвакуируются. Зурзмансор прощается с Баневым, сказав напоследок: «Будущее создаётся тобой, но не для тебя. Вы, наверное, это уже поняли». Дождь прекращается, восходит солнце, и под его лучами город испаряется. Голем сообщает Баневу, что мокрецов больше нет, не будет и не было, и предлагает уезжать, на что получает ответ: «На кой чёрт я нужен, если я не посмотрю? Это же моя специальность — смотреть». Диана тоже остаётся с Баневым: «У меня же теперь никого больше нет, кроме этого человека». Появляются Ирма и её приятель-вундеркинд Бол-Кунац — совсем взрослые и полные счастья.

Диана рассмеялась. Виктор посмотрел на неё и увидел, что это ещё одна Диана, совсем новая, какой она никогда прежде не была, он и не предполагал даже, что такая Диана возможна, — Диана Счастливая. И тогда он погрозил себе пальцем и подумал: всё это прекрасно, но вот что, не забыть бы мне вернуться.

## История создания и публикации

### Замысел и его реализация
Борис Стругацкий в общем к их совместному с братом творчеству «Комментарии к пройденному» даже не стал выделять «Гадких лебедей» и мало говорил об истоках идеи повести. Первые упоминания «Гадких лебедей» (именно под этим названием) в рабочем дневнике и переписке относятся к началу 1966 года, когда на философскую фантастику и лично на Стругацких началась спланированная атака в прессе (на уровне официоза «Известия»), приуроченная к завершению процесса Синявского и Даниэля. Авторы в переписке даже собирались срочно написать нечто «весёлое и жизнеутверждающее» — впрочем, быстро отказавшись от этой идеи. В письме Бориса Стругацкого брату от 27 февраля 1966 года предлагается в апреле приступить к написанию «Гадких лебедей», хотя далее пришлось выбирать между этим замыслом и «Вторым нашествием марсиан». В обмене письмами 22—26 марта братья сошлись во мнении, что «путь в настоящую литературу лежит только через реалистического героя, через преодоление романтизма. Однако реалистический герой в утопической фантастике практически, видимо, невозможен» и «придётся переходить полностью на обобщённую систему настоящее-будущее, а ля Лем, а это жаль». В ответном послании Борис Стругацкий сформулировал дальнейший план действий:

Страны-символы, эпохи-символы, люди-символы — вот что надо, на мой взгляд. <…> По сути — это всё старые наши представления о создании миров в литературе, только надо создавать их максимально реалистическими и минимально романистическими. В этом смысле совершенно неважно, где будут происходить ГЛ — на острове или в соседствующем пространстве. <…> Мы сейчас в кризисе. Мы рвём последнюю пуповину (впрочем, может быть не последнюю, а одну из последних), связывающую нас с классической фантастикой.
В офлайн-интервью на сайте «Русская фантастика» (реплика 3 декабря 2000 года) Борис Стругацкий вспоминал, что в первоначальном замысле речь шла о «столкновении современного человечества (в лице поручика пограничных войск Банева) с хомо супериор (в лице странного племени „мокрецов“, обитающего на окраине некоего тоталитарного государства)». Однако замысел вызревал медленно. Первые наброски зафиксированы в рабочем дневнике соавторов от 5 октября 1966 года. Здесь упоминаются два племени — «мокрецов» и «нантов», полубезумный тренер, готовящий команду специально для игр под дождём, а также доктор и контрразведчик. 16 ноября подробный план был разработан и началось написание черновика, но он показался авторам неудачным и был брошен на 24-й странице. В рабочем дневнике от 21 ноября прямо сказано: «Вечером отказались от всего написанного. Начинаем с нуля» — и представлен список персонажей, практически не отличающийся от реализованного. У соавторов окончательно формируется идея, что мокрецы и есть «гадкие лебеди» — люди Будущего, вынужденные вернуться в своё прошлое и вырастить людей, которые не дадут это будущее изуродовать. Когда Банев из военного сделался «опальным писателем», пришла и концепция «будущее создаётся тобой, но не для тебя». Работа над новой версией началась 24 ноября, итогом её стала 171-страничная машинопись, покрытая густым слоем правок. Этот вариант заканчивался сценой, когда Банев думает, что он превратился в мокреца, а затем узнаёт, что у него всего лишь аллергия на клубнику. Врач Голем произносит реплику: «Бедный прекрасный утёнок!»
Работа над готовым текстом продолжилась летом 1967 года, когда братья пришли к выводу, что в повести не хватает ещё одной главы. В офлайн-интервью Борис Стругацкий заявил, что это была попытка «придать хоть немножко оптимизма этой мрачной повести. Но в результате сделали её, кажется, ещё мрачнее». Соавторы собрались во второй половине июля и завершили черновик к 9 сентября. План финальной главы был внесён в дневник под 11 сентября, и 17 сентября второй черновик повести был завершён.

### Публикация
Составители полного собрания сочинений Стругацких Светлана Бондаренко, Виктор Курильский и Юрий Флейшман отмечали «несчастливую» публикационную судьбу произведения: «Сначала массовый читатель был лишён новой книги Стругацких по причинам внелитературным, впоследствии же — уже волей Авторов — эта повесть в абсолютном большинстве публикаций из самостоятельного текста превратилась во вставные фрагменты совсем другого произведения».
Заявка на повесть, поданная в 1968 году в издательство «Молодая гвардия», обосновывала сборник, в который вошло бы и «Второе нашествие марсиан». Этот сборник, поставленный в план на 1968 год, в конечном итоге включал раннюю повесть «Стажёры». Именно в этот период началась адресная кампания против целого направления в советской фантастике, к которому принадлежали и Стругацкие. В 1968 году были сделаны «оргвыводы» по периферийным публикациям «Улитки на склоне» и «Сказки о Тройке», хотя явных запретов на публикацию не оглашалось. Из-за того, что рукопись была предложена в редакции нескольких журналов и даже в «Советский писатель» (с заменой названия на «Время дождя»), началось неконтролируемое распространение повести сотрудниками изданий. Борис Стругацкий писал брату 23 июня 1968 года, что «рукопись размножена и активно ходит по самым неожиданным рукам. Мне это не нравится». 1 октября 1968 года оказалось, что в Одессе машинопись повести продаётся по пять рублей за штуку.
Безрезультатные попытки напечатать «Гадких лебедей» («Время дождя») продолжались до января 1972 года. Последней рукопись отвергла редакция журнала «Юность». В ноябре 1972 года «Гадкие лебеди» без ведома авторов вышли отдельной книгой в мюнхенском издательстве «Посев» и даже оказались представлены на Франкфуртской книжной ярмарке на одном стенде с книгами А. И. Солженицына, B. C. Гроссмана и Б. Окуджавы, что было доведено до сведения зампреда Госкомиздата Ю. С. Мелентьева. Авторам удалось опубликовать в «Литературной газете» (13 декабря 1972 года, № 50) открытое письмо с категорическим отмежеванием от «провокационной акции» и обличением «образца самого откровенного литературного гангстеризма». Тем не менее зарубежное издание несколько раз воспроизводилось и даже принесло соавторам небольшой гонорар по линии ВААП. Текст активно ходил в самиздате и даже цитировался в интервью Стругацких «О настоящем — ради будущего» 1981 года, а некоторые диалоги вошли в сценарий фильма А. Тарковского «Сталкер». В 1980 году интерес к повести проявили в журнале «Знание — сила», позднее в журнале «Знамя» и редакции сборника фантастики издательства «Знание», где спустя 11 лет и вышло первое книжное издание повести. Наконец, в 1985 году Аркадий и Борис Стругацкие приняли решение включить повесть целиком в состав романа «Хромая судьба», её содержание активно перекликалось с основной сюжетной линией, главным героем которой был советский писатель.
После начала перестройки повесть была выпущена в трёх журналах. Сокращённый вариант в 1986 году был напечатан в № 9 и 10 журнала «Изобретатель и рационализатор» под названием «Прекрасный утёнок» и в редакторском уведомлении именовался «выдержками из повести „Сезон дождей“». Здесь отсутствовала почти половина текста, в том числе разговоры Виктора Банева с женой, его неудачная попытка общения с вундеркиндами, диалоги с Зурзмансором и вся линия с Павором и его разоблачением. В 1987 году повесть под названием «Время дождя» вышла в рижском журнале «Даугава» (№ 1—7), в 1988—1989 годах под тем же названием повесть была напечатана московским журналом «Природа и человек» (1988, № 9—12; 1989, № 1—6). Эти издания содержали множество сокращений на уровне отдельных фраз или одного-двух слов, обычных для журналов, в которых не хватает места для публикации объёмных текстов. В составе романа «Хромая судьба» повесть вышла в кооперативном издательстве «Текст» и в сборнике «Волны гасят ветер» «Советского писателя» — оба раза в 1989 году. Этот вариант впоследствии переиздавался чаще всего. В составе романа текст повести не изменялся, но за счёт слияния глав из двенадцати было сформировано пять с собственными названиями: главы 1—3 стали второй главой ХС с названием «Банев. В кругу семьи и друзей»; главы 4—6 — четвёртой главой «Банев. Вундеркинды»; главы 7 и 8 — шестой главой «Банев. Возбуждение к активности»; главы 9—11 — восьмой главой «Банев. Гадкие лебеди»; глава двенадцатая стала десятой главой романа с названием «Банев. Exodus».
Выходили и отдельные книжные издания «Гадких лебедей». Первое из них последовало в выпуске 34 «Сборника научной фантастики» издательства «Знание» (1991). В том же 1991 году последовал стотысячный тираж таллинского издательства «Эстинпресс». Как отдельное произведение (включающее только главы о Баневе) повесть выпускалась в авторских сборниках 1993, 2000, 2007 и 2012 годов. В многотомных собраниях сочинений повесть отдельно выпускалась в серии «Миры братьев Стругацких» в 1997 году и в десятитомнике 2006 года, который был выпущен издательствами «Эксмо» и «Terra Fantastica» в двух разных вариантах внешнего оформления. В данных многотомниках текст подвергался восстановительной правке по рукописям. В полном 33-томном собрании сочинений Стругацких представлены как полный текст «Хромой судьбы» в окончательной авторской версии (том 27), так и «Гадкие лебеди» отдельно (том 11).
В 2020 году в Чикаго вышел английский перевод «Хромой судьбы» (со вставным текстом «Гадких лебедей»), выполненный Майей Винокур. Издание вызвало преимущественно положительные или нейтральные отзывы читателей.

### Социально-политическое истолкование
Писатель Ант Скаландис свидетельствовал о скандальной репутации повести «Гадкие лебеди», которая и в начале 1980-х годов являлась «самой запрещённой, самой трудно доставаемой, самой скандальной книгой» Стругацких. Зарубежное издание на чёрном рынке могло оцениваться в 250 рублей: «стоимость какого-нибудь антикварного или эксклюзивного подарочного издания».
Вышедшая в начале перестройки книга была воспринята как социально-политический памфлет, своего рода «из-под глыб» Стругацких. Роман Арбитман в 1989 году оценивал публикацию «Времени дождя» как мужественный, едва ли не рискованный поступок со стороны редакции журнала «Даугава», ставя повесть в один ряд с «Собачьим сердцем» Булгакова, «Котлованом» Платонова, «Детьми Арбата» Рыбакова. Публикация была названа актом восстановления справедливости, «заполнения „белых пятен“ в нашей культуре».

Повесть Стругацких в чём-то предугадала нынешнее время, и нас, новых и в то же время несущих в себе немало примет прежней жизни, что зачастую и пугает, и настораживает нас самих. Изгнать «нас» прежних из себя — гораздо труднее и благороднее, чем выгнать «плохих» взрослых из царства детей.
Олег Шестопалов в послесловии к изданию повести 1990 года писал, что «человек с нормальным зрением не может в этом мире преуспеть принципиально, потому что успех обусловлен полной потерей индивидуальности. Очевидно, в мире, где общество полностью съедено государством, можно преуспевать, только присоединившись к пожирающему общество государству». Борис Вишневский также подчёркивал «невосторженный» образ мысли авторов повести, приводя многочисленные примеры из текста. Польский стругацковед Войцех Кайтох в своей монографии 1993 года отмечал, что современники воспринимали господина президента как карикатуру на Хрущёва, а прототипом Банева единогласно считался Владимир Высоцкий. Впрочем, последнему допущению дали повод сами авторы, так как Банев исполняет в слегка изменённом варианте песню «Сыт я по горло, до подбородка…». Представление о том, что «Гадкие лебеди» — типичный политический памфлет, встречается и в литературоведении XXI века.

## Литературные особенности

### Название
В названии повести «Гадкие лебеди» содержатся аллюзия и контаминация заглавий сказок Г.-Х. Андерсена «Гадкий утёнок» и «Дикие лебеди» (перевод А. Ганзен), а внутри текста обозначена инверсия первого из них. С точки зрения Н. Свитенко, название повести указывает на интертекстуальный диалог с самыми известными сказками Андерсена в контексте нравственно-этической проблематики. Вундеркинды-нигилисты основывают своё мировоззрение на отрицании базовых понятий социокультурного бытия взрослых, тогда как духовная аскеза и интеллектуальное развитие «мокрецов» не имеют выраженной нравственно-этической доминанты и приводят к отторжению старшего поколения. Банев, стремясь понять и мокрецов, и собственного ребёнка, пытается осуществить деятельное понимание, стать нужным для всех. Однако ему не суждено стать «лебедем», ибо нравственно-этическое ядро «старого» гуманизма удерживает героя в пределах традиционной парадигмы ценностей. Отсюда и фраза Голема: «Бедный прекрасный утёнок!»

### Хронотоп. Персонажи

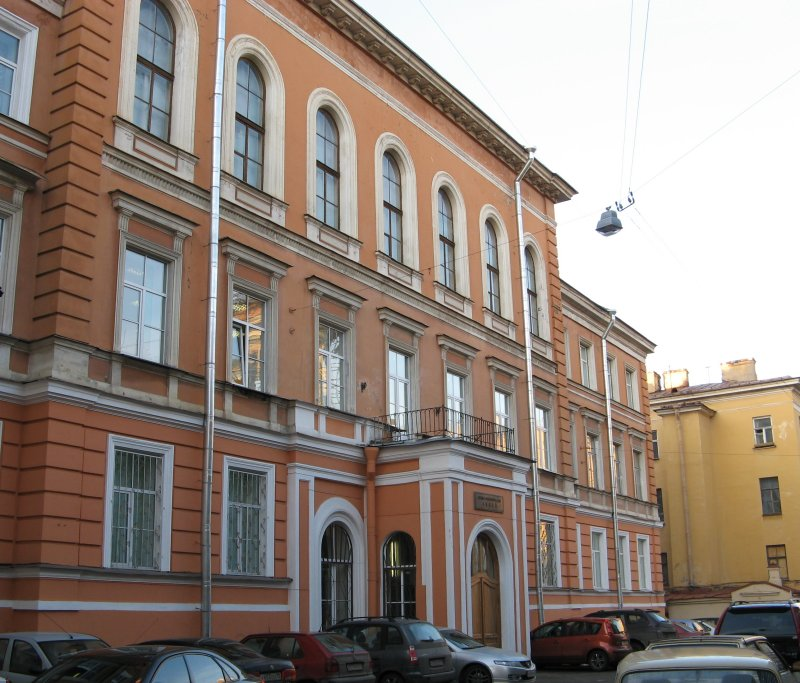
Анненшуле — физико-математический лицей № 239, прототип обители вундеркиндов из «Гадких лебедей»

В центре хронотопа повести «Гадкие лебеди» находится провинциальный городок, кажущийся изолированным от остального мира; название его никогда не упоминается. Это сразу определяет мифологическое пространство, господствующее в повествовании. Единственная дорога из городка ведёт в санаторий «Горячие ключи», за которым через несколько километров — лепрозорий, расположенный в Лошадиной лощине. Обитатели лепрозория, по слухам, вызвали нескончаемый дождь, который непрерывно заливает город и санаторий, безраздельно господствуя вокруг, служа главной разъединяющей силой. В лепрозории обитают «мокрецы», больные «очковой болезнью» (вокруг глаз возникает желтоватый ореол), которые настраивают детей жителей городка против своих родителей. Взрослые пытаются отгородиться от дождя в освещённых и отапливаемых помещениях, на худой конец — дождевиками и плащами самого разного вида. Они воспринимают дождь как кару небесную. Детям же не нужны плащи, их тяготит даже лишняя одежда, они ходят под дождём босиком. Окна в их комнатах распахнуты навстречу дождю, а созерцание луж вызывает у них эстетические чувства. Водная стихия объединяет их, предстаёт естественной средой обитания. Поскольку многие персонажи повести носят имена из античной мифологии, стихия дождя вызывает ассоциации с мифом о Зевсе, который сам был способен превратиться в дождь и в железном веке устроил потоп, создав другое поколение «людей твёрдых, умеющих выносить страдания и печали».
Предметный мир «Гадких лебедей» неразрывно связан с категорией времени. Книга как текст и как предмет выступает маркером «своих»: Баневу-писателю через создание беллетристики становятся близки его дочь, её приятели-гимназисты, а затем и мокрецы. На стене комнаты Ирмы висел плакат: «Прошу никогда не закрывать окно», и всё помещение было забито книгами. Вообще для повести характерны маркеры разных категорий персонажей: сотрудники спецслужб носят длинные плащи, солдаты, охраняющие лепрозорий, выделяются касками и автоматами, а легионеры «заляпаны» значками и эмблемами. По мнению эмигрантского литературоведа Л. Геллера, другим маркером реальности и времени создания повести являются явные переклички с неподцензурной «алкогольной» прозой, ярким примером которой является «Москва — Петушки» В. Ерофеева.
Прототипом протагониста — Виктора Банева — является, по словам Бориса Стругацкого, «обобщённый образ диссидента-шестидесятника». Среди тех, кто составил этот образ, названы Булат Окуджава, Владимир Высоцкий и сами братья Аркадий и Борис Натановичи. У его 12-летней дочери Ирмы нет конкретного прототипа. Необычные имена персонажей — депутат парламента Росшепер Нант, философ Зурзмансор, мальчик-вундеркинд Бол-Кунац — были изобретены шестилетним сыном Бориса Стругацкого Андреем и использованы его отцом и дядей. Прототипами нигилистов из гимназии и самой сцены встречи Банева с вундеркиндами стали неоднократные посещения Борисом Стругацким в 1966—1967 годах физико-математической школы № 239 и действительно заданные ему вопросы. Имена многих персонажей повести заимствованы из древнеримской мифологии: «санитарный инспектор», а на деле сотрудник контрразведки Павор Сумман, носит имя, составленное из имён Павора (божества страха, спутника бога войны Марса) и Суммана (божества ночных молний). Фламин Ювента, племянник полицмейстера, «золоторубашечник», член Легиона свободы, «здоровенный губастый дылда с румяными щеками», «юный голиаф в спортивной куртке, сверкающей многочисленными эмблемами, наш простейший отечественный штурмфюрер, верная опора нации с резиновой дубинкой в заднем кармане, гроза левых, правых и умеренных», носит имена, позаимствованные из древнеримской истории и мифологии: фламины — жрецы в Древнем Риме, Ювента — древнеримская богиня юности. Однако имя главного врача лепрозория Голема не имело отношения к еврейской мифологии: Борис Стругацкий утверждал, что соавторам понравилось «веское и очень солидное» звучание этого имени. Под «мокрецами», как подчёркивал Борис Стругацкий, оба соавтора понимали людей будущего, изуродованных настоящим. Это и есть «гадкие лебеди», вынесенные в заглавие. Они отвратительны настолько, что вынуждены носить повязки на лице или маски. Власти, в лице генерала Пферда, вообразили мокрецов сверхлюдьми, которых можно заставить работать на развитие военно-промышленного комплекса, и лепрозорий охранялся именно как секретная военно-научная лаборатория. Когда мокрецам удалось изменить настоящее, они тут же исчезли. Одним из первых разведчиков будущего оказался Павел Зурзмансор, который прожил в реальности около двадцати лет, прославился как философ-футуролог и был женат на Диане.
«Гадкие лебеди» — одно из немногих произведений Стругацких, в которых активно действует главная героиня. Подруга Банева — Диана — носит имя римской богини луны и охоты, что проявляется и в её описаниях: она полна азарта и не лишена воинственности. Банев, с которым она непрестанно вовлечена в диалог, прилагает к своей возлюбленной разнообразные эпитеты, характеризующие её настроение и характер: «Диана, На Которую Нашло»; «Диана Бешеная»; «Диана Свирепая»; «Диана Весёлая Обыкновенная»; «Диана Влюблённая»; и, наконец, «Диана Счастливая». Диана-героиня в начальных главах подчёркивает свою злость («У тебя (Виктора) — талант, у меня — злость. Если у тебя отобрать талант, а у меня — злость, то останутся два совокупляющихся нуля»), что замечает и дочь Банева Ирма. Молодой учёный В. В. Пискунова выявила множество параллелей образа Дианы и античной мифологии. Подобно своему божественному прототипу, Диана ассоциируется с Луной и ночным временем, но при этом героиня связана со всеми локациями романа: городом, где живёт Виктор Банев, её любовник; санаторием, где она работает медсестрой; лепрозорием, в который удалился её бывший муж философ-«мокрец» Павел Зурзмансор. Все перечисленные места связаны воедино с перекрёстком, на котором разворачивается несколько сцен повести. Диана связывает Виктора с мокрецами самыми разными способами — например, помогая ему угнать грузовик с книгами для лепрозория; когда она угостила Виктора туеском с клубникой (доставшейся от депутата Росшепера из санатория), Банев, покрывшись аллергической сыпью, возомнил у себя начальную стадию «очковой болезни» и перерождение себя в мокреца. Это может быть сопоставлено с угощением Персефоны гранатовыми зёрнышками Аидом. В одной из последних глав Банев набрасывает сюжет будущего рассказа про Нору — королеву столичных клопов. Виктор творит инверсию реальности: мокрецы для него малоприятные и непонятные существа, все на одно лицо, а Диана является связующим звеном между внешним миром и обычными людьми. Персонаж его рассказа господин Б., поручик, журналист, влюбляется в прекрасную даму, повелевающую низшими существами — клопами. Её прочие возлюбленные, составляющие целую группу, являются кормом для подданных Норы.
Ивонн Хауэлл в своей диссертации жёстче оценивала личность Дианы (сравнивая с типологически близким образом Сельмы Нагель из романа Стругацких «Град обреченный»): Банев считает свою любовницу блудницей, подозревая её в неверности, ибо она прислуживает крайне развращённой компании Росшепера и остальных. Американская исследовательница заявила, что вообще женские персонажи в произведениях Стругацких занимают второстепенное положение — Диана здесь редкое исключение, — им отведена роль жертвы или виновницы звериного, пьяного соития без любви. Только после растворения города в лучах солнца «Диана Бешеная» обращается в никогда не виданную Баневым «Диану Счастливую», в которой полностью проявилась её божественно-мифологическая сущность, зашифрованная в имени. Это единственный целиком и полностью положительный женский образ у Стругацких.
Несмотря на мифологичность реальности «Гадких лебедей», вся повесть наполнена рефлексиями о сущности будущего. Квинтэссенцией их являются монологи главврача Голема, который формулирует концепцию трёх видов грядущего и трёх социальных групп, одна из которых является материалом для построения будущего, а ещё одна уже живёт на островках этого будущего. «Гадкие лебеди» имеют открытый финал, писатели не настаивают на какой-либо версии будущего и никак не помогают читателю однозначно трактовать произведение. В соответствии с классификацией людей, в «Гадких лебедях» действуют три группы персонажей. Люди, облечённые властью, автоматически живут прошлым и являются поборниками традиций: депутат Росшепер, закатывающий в санатории оргии, полицмейстер, бургомистр, директор гимназии, легионеры и сам господин президент. Среди обывателей подобного рода людей немало: бывшая жена Банева Лола (мать Ирмы), швейцар Тедди и другие. Им прямо противопоставляются персонажи, живущие будущим: Голем, Диана, Ирма и Бол-Кунац, другие ученики мокрецов. В третьей группе оказывается один Банев, который никак не может определиться. В соответствии с полученным жизненным опытом, он не может понять, как должно быть. Голем классифицировал его как «живущим настоящим». В попытках определить, чью же сторону он принимает, Банев руководствуется не собственными ценностными установками, а своими эмоциональными предпочтениями; практически все, кто ему близок, перешли на сторону мокрецов.

### Другие и апокалипсис
Итальянская исследовательница Симонетта Сальвестрони рассматривала творчество Стругацких в контексте отношения человечества к «другому». Другой может рассматриваться полярно: негативная «Инаковость» служит катарсису, характерному для американской фантастики (Роберт Хайнлайн), позитивная служит для вычленения человеческих потребностей, игнорируемых индустриальным обществом (Клиффорд Саймак, Артур Кларк, Станислав Лем, сами Стругацкие). Если «Конец детства» А. Кларка демонстрирует недоверие к способности человечества уберечься от саморазрушения и для этого требуется вмешательство сверхсуществ, Стругацкие видят Другого в секулярно-материалистическом ключе. В «Гадких лебедях» полностью элиминирован космический элемент, повествование помещено исключительно в земную перспективу, действие занимает не более одной недели. Авторы противопоставили «нормальный» мир (несовершенный, коррумпированный, обитатели которого жаждут лишь материальных благ и власти) и целое сообщество Других, которые вначале предстают в образе отвратительных прокажённых, посаженных за колючую проволоку лепрозория, а затем раскрываются как целое параллельное человечество гениев-мутантов, «архитекторов» будущего. Точкой перехода является сознание Виктора Банева, который стремится находиться «на своей стороне» и которому тайны лепрозория открыты только частично: двусмысленными ответами или в состоянии опьянения. Подобный сюжет позволил Стругацким использовать открытый зачин и такой же открытый финал, «дающий удовлетворение счастливого конца, хотя и откровенно волшебного». Стругацкие при этом отказались от объяснений (существуют лишь гипотезы, выдвигаемые героями), поэтому «Гадкие лебеди» позволяют разноуровневое прочтение, далёкое от линейной схематичности. Главный герой пассивно следует сложившимся обстоятельствам, сообразно которым меняет точку зрения, тогда как события наслаиваются друг на друга, приближая метафорическое чудо — растворение залитого дождём города под лучами солнца. Эсхатологическое обновление проведено не божественной силой, а учёными-интеллектуалами, хотя и живущими в мифологическом пространстве. Однако чудеса грядущего жестоки, ибо светлое будущее открыто лишь детям, которые во имя него должны отказаться от собственных родителей. Это Будущее сам Виктор способен помыслить, только находясь в изменённом состоянии сознания под воздействием алкоголя. Вся схема мироздания «Гадких лебедей» биполярна, однако Ад (город с его обывателями и дождём) и Рай (лепрозорий с детьми под солнцем) не метафизичны и полностью погружены в человеческое настоящее. Один только Виктор оказывается в своего рода чистилище, поскольку не принадлежит ни одному из противостоящих миров и совершенно растерял все мировоззренческие координаты. В светлом будущем вундеркиндов Банева не устраивает жестокость подростков, которые, не имея жизненного опыта, легко раскладывают всё по полочкам и лепят чёрно-белые ярлыки. Виктор, пройдя ад войны, вообще отказывается доверять упрощённым схемам, разработанным кем-то другим, не им самим. Самопознание, однако, не даёт готовых рецептов, ибо лепрозорий не соответствует ни одному установленному шаблону и инстинктивно отталкивает.
Одна из центральных тем повести — образ нового мира. 14-летний «прыщавый нигилист» говорит на встрече в гимназии сорокалетнему писателю следующее:

Вот в этом все дело… Не в том дело, понимаем мы реальную жизнь или нет, а в том дело, что для вас и ваших героев такое будущее вполне приемлемо, а для нас — это могильник. Конец надежд. Конец человечества. Тупик. Вот потому-то мы и говорим, что не хочется тратить силы, чтобы работать на благо ваших жаждущих покоя и по уши перепачканных типов. Вдохнуть в них энергию для настоящей жизни уже невозможно. И как вы там хотите, господин Банев, но вы показали нам в своих книгах — в интересных книгах, я полностью «за», — показали нам не объект приложения сил, а показали нам, что объектов для приложения сил в человечестве нет, по крайней мере — в вашем поколении… Вы сожрали себя, простите, пожалуйста, вы растратили себя на междоусобные драки, на враньё и на борьбу с враньём, которую вы ведете, придумывая новое враньё…
Иными словами, локальный апокалипсис выводит Виктора на новый уровень приятия его собственного человеческого мира, так как в стерильном будущем для него попросту нет места. Когда начнётся расширение границ прекрасного нового мира, остаётся неизвестным. Важнейшей функцией повествования в повести С. Сильвестрони называет вывод читателя из «удушающей экзистенциальной обусловленности», присущей советской литературе.

### Вундеркинды и высокая теория воспитания

Писательница и критик Ирина Николаевна Васюченко

В «Гадких лебедях» получила последовательное развитие проблематика воспитания будущих поколений, чрезвычайно характерная для всего творчества Стругацких. По словам А. В. Кузнецова (Московский педагогический государственный университет), данный интерес совпадал с повесткой дня внутренней политики СССР. В 1950-е годы была развёрнута система школ-интернатов и появились школы для одарённых детей. Педагогическое содержание хрущёвских образовательных реформ выводилось из концепции воспитания идеальных людей будущего. Интернаты рассматривались как действенный инструмент прививки любви к общественному труду и как реальные места зарождения коммунистического общества. Эта задача рассматривалась как непосильная для родителей, которую следовало возложить на профессиональных педагогов.
Стругацкие много лет размышляли о путях развития педагогики, что в конце концов вылилось в полуфантастическую «высокую теорию воспитания» (сокращённо ВТВ). Наиболее ранние и радикальные идеи в этом отношении проявились в переписке А. Н. Стругацкого в 1948 году, когда он рассуждал, что семейное воспитание — процесс «недопустимо случайный, ведь семья может оказаться какой угодной: и образцовой, и преступной». Из этого следует, что нужно максимально рано забирать детей от родителей в закрытые интернаты, где профессионалы определят главные склонности человека и направят его по верному пути. Похожие идеи Б. Н. Стругацкий высказывал и в 2000-е годы, говоря, что важнейшей задачей ВТВ является превращение «каждого человеческого детёныша в Человека Воспитанного (нравственность на уровне инстинкта плюс представление о высшем наслаждении как об успешном творческом труде)». «Гадкие лебеди» явились открытой декларацией авторов о невозможности имеющейся педагогики преобразовать человечество к лучшему. Одним из важнейших для сюжета является мотив массового побега детей от родителей и старого мира, который им не просто опостылел, но и представляется источником смертельной угрозы.
В этом плане литературовед Евгений Канчуков признавал «Лебедей» лучшим из всего написанного Стругацкими, материализацией вековечной надежды родителей, что дети окажутся в жизни умнее и нужнее предыдущих поколений. Стругацкие с предельной обстоятельностью показали, чем живёт мир отцов, для характеристики которого важнейшую роль исполняет встреча гимназистов с Баневым («Каждый известный писатель выражает идеологию общества или части общества, а нам нужно знать идеологию современного общества»). Именно в этой сцене посрамлённый представитель старшего поколения впервые пугается мысли о наступивших новых временах, что «будущее холодно и безжалостно проникло в самое сердце настоящего и ему безразличны все заслуги прошлого — независимо от того, считались они истинными или мнимыми». Ситуация противостояния старого и нового мира воспроизводилась практически в каждой из повестей Стругацких 70—80-х годов XX века, но именно в «Лебедях» она реализуется более или менее благополучно, хотя и не без издержек. По мысли Е. Канчукова, Стругацким не удалось разработать этику взаимоотношений стремительно расходящихся отцов и детей, настоящего и будущего. В сущности, разница между воспитанными «мокрецами» вундеркиндами и их родителями сопоставима с разницей между обезьяной и человеком, но при этом было невозможно снять единство земного происхождения данных видов. Не случайно, что в следующей повести — «Малыш» — эта проблема была разрублена, как гордиев узел
Перечисленные мотивы зачастую вызывали раздражение критиков. Так, в 1989 году И. Васюченко, рассматривая связь идеалов ВТВ с оттепельным периодом, отмечала, что «верилось тогда в близкое преображение мира, в прогресс, путь которого труден, но прям и прост». Именно в «Гадких лебедях» (И. Васюченко анализировала журнальное «Время дождя») Стругацкие попытались показать свершившееся обновление мира. Обитель страха и пороков — город — растаял в воздухе, и герои шагают навстречу ещё непонятному будущему. Однако произошло, по-видимому, не очищение, а что-то наподобие «одержания» из «Улитки на склоне». Счастливый мир создала раса сверхлюдей-мутантов, изгнавших погрязшее в грехах человечество, как сор, выметаемый за порог дома. Оставшиеся дети должны мутировать, и ни один из подростков в эпизоде изгнания не пожелал разделить участи родителей-изгнанников. «Неужто все, без изъятий, были так глупы и низменны, что заслужили от детей подобный приговор? Конечно, нет. Просто они больше не нужны прогрессу». Банев не годится для перерождения в мокреца, но догадывается, что у победителей есть эквивалент всему хорошему, что существует в материнстве и отцовстве. По мнению И. Васюченко, рассуждения Стругацких о высокой теории воспитания мертвенны, и даже «умница и краснобай» Банев, пытаясь философствовать на эти темы, сразу переходит на канцелярит. «Насколько естественна их (героев Стругацких) бытовая речь, настолько тусклы и выспренни отвлечённые рассуждения, словно взятые из газетной статьи на темы морали». По мнению критика, это симптом того, что персонажи Стругацких — люди действия, а область морализирования им чужда. Нравственность не есть для них великий закон бытия, а всего лишь набор прописных истин, которыми можно пренебречь, как только прикажут «интересы большого дела».

Пренебрежение к человеку, если он не боец передовых рубежей, — вот что смущает меня в книгах Стругацких.
Н. Свитенко (Кубанский государственный университет) в 2021 году отмечала, что в мире «Гадких лебедей» взрослые представляют телесную часть человеческого начала (почти все взрослые персонажи нерефлексивны, не способны менять мировоззрение и живут почти одними инстинктами). Акцент сделан на том, что вся жизнь взрослых заключается в потреблении и насилии. Дети и мокрецы, наоборот, начисто отделены от телесности, нарочито пренебрегают ею (видимое отсутствие эмоций, сострадания у детей, асексуальность). Банев оказывается единственным цельным героем повести, и ключевым для понимания его личности является глава о встрече с вундеркиндами. Ему нечем увлечь детей, но он вслух формулирует невозможность отделения тела от духа в пространстве души. Виктора ужасает, что «в головах детей не укладывается, как небритый, истеричный, вечно пьяный мужчина может быть замечательным человеком, которого нельзя не любить, перед которым преклоняешься, полагаешь за честь пожать его руку, потому что он прошёл через такой ад, что и подумать страшно, а человеком всё-таки остался». Напротив, и Бол-Кунац и Зурзмансор проповедуют, что то, что позволено животным и ангелам, не дозволено человеку. То есть мокрецы уводят детей из сферы собственно человеческого. Н. Свитенко именовала это (в терминологии Г. Федотова) «антихристовым добром», ибо, согласно её мнению, мокрецам-идеологам свойственен имморализм и имитация добра как средство созидания нового мира. Трагедия заключается в том, что ни дети, ни взрослые не слышат друг друга и не способны выстроить диалог в пространстве понимания и прощения. Не случайно в тексте возникает тема Гамельнского крысолова, уведшего детей на смерть. Согласно Н. Свитенко, и мокрецов-учителей, и их учеников-вундеркиндов объединяет солипсизм мировосприятия и бинарность мышления: они воспринимают и постулируют мир только через призму своего сознания, для них существуют только грязь и чистота как два полюса в мире. Они не хотят работать «на благо тех грязных и неприятных типов, которыми наполнены ваши книги». Поэтому постоянно льющий в городе дождь должен в буквальном смысле смыть вековую грязь, ничего не оставив от старого мира. То, что Виктор хотя бы на время допущен в построенное им будущее, намекается через «очищающую» фамилию Банев: «Под работой на благо людей я как раз понимаю превращение людей в чистых и приятных». Мокрецы как «духоносцы» просвещения и прогресса, совершившие метанойю, больше не нужны и должны исчезнуть.
Дмитрий Быков обратил внимание на важность упоминаний о военном прошлом Банева в «Гадких лебедях». Все герои Стругацких — это сильные люди с экстремальным опытом, да и вообще «самое страшное противоречие художественной Вселенной Стругацких заключается в том, что хороших людей по-прежнему формирует только война; что именно война является основным занятием этих хороших людей; что больше их взять неоткуда. А сама война при этом — дело срамное и смрадное, и первое побуждение всякого нормального человека — сбежать от неё». Банев даже сотрудникам органов не сообщает, за что именно получил свою военную награду. В результате базовый для прозы Стругацких конфликт в «Гадких лебедях» оказывается весьма сложным:

Человек войны — героический, грязный, добрый Банев — сталкивается со стерильным и беспощадным будущим, очень, кстати, интеллигентным и либеральным. Но это будущее беспощадно, а если вы беспощадны, ребята, то зачем всё? 

### Человеческое и постчеловеческое будущее

#### В. Сербиненко: новый человек Утопии и мещанин
Философ Вячеслав Сербиненко комплексно рассматривал творчество Стругацких через призму утопической идеи. Он цитировал интервью Бориса Стругацкого, в котором тот говорил, что главным предметом интереса братьев-писателей было — «куда мы идём… после XX съезда», ибо тогда появилась массовая вера, что «вот-вот наступит светлое будущее». В ранней космической фантастике конца 1950-х годов «отчётливы отзвуки той идеологической волны нетерпеливого и приподнятого ожидания фантастических успехов в ближайшем будущем». При этом из всего многообразия утопического проектирования Стругацких интересовала основополагающая идея нового человека, которая всецело определила пафос их ранних произведений и в дальнейшем сделалась постоянной во всём их творчестве. В начале 1960-х годов братья предложили свой вариант реализации советской утопии, представив широкую и связную картину жизни при развитом коммунизме — в XXI и XXII веках. Именно в этот период в их творчестве (например, в повести «Стажёры») проявился общий для советской литературы антимещанский пафос: «В тот период переоценки если и не всех, то многих прежних „ценностей“ неприятие бездуховности обывательского существования стало мотивом, определившим не одну творческую судьбу». Мещане в фантастической вселенной Стругацких — это те, кто сознательно и упорно не желают посвятить себя благородной миссии служения будущему. В глазах стругацковских героев мещанство — это всегда «Другие», предстающие в виде многочисленной аморфной массы, с трудом поддающейся воспитанию. При этом никуда не деваются общечеловеческие нормы и гуманизм: «Мещанин — это всё-таки тоже человек, хотя в то же время и скотина»; молодой герой «Стажёров» с юношеским максимализмом зачисляет в мещанское сословие всех, кто его раздражает, особенно тех, кого он называет «скучными». С точки зрения В. Сербиненко, пересмотр собственных взглядов Стругацких наметился в середине 1960-х годов в повести «Хищные вещи века». Здесь Стругацкие продолжали критику мещанства и «вещизма», представив их в наиболее законченной, предельной форме, для чего наилучшим образом подходил условный Запад XXI века: «всё новые и новые типы наркотиков, доведённый до идиотизма культ успеха, профессионализма и „здоровой“ эротики, запуганные „некрофильской“ литературой дети, интеллектуалы-террористы, коррупция, бесконечные телесериалы, одуревшая в своих… дискотеках („дрожках“) молодёжь и многое другое». Стругацкие однозначно декларировали веру в реальность общечеловеческого зла, тогда как посланник коммунизма в Стране Дураков Иван Жилин при всей своей преданности утопическим идеалам весьма далёк от ясного понимания путей их осуществления. Размышляя о Человеке Невоспитанном, он приходит к выводу о необходимости некой «научной педагогики», внедрение которой «должно стать основной задачей развития человечества на ближайшую эпоху». Но в этой глобальной программе воспитания нет, в сущности, ничего, кроме «просвещенческих» надежд, и очевидного выхода из ситуации не просматривается.
В последующем творчестве Стругацких были разработаны несколько вариантов выхода из цивилизационного тупика. В. Сербиненко видел одним из источников оптимизма писателей надежды на контакт с космическим сверхразумом. Впервые эта тема была поднята в самой первой их повести «Извне», в которой контакт землянина с высокоразвитой внеземной цивилизацией обставлен в духе вполне традиционной «демонологии»: пришельцы не столько наводят ужас, сколько провоцируют и искушают героев. Герой Стругацких настроен всегда трезво, даже суперрационалистически, но при этом готов пойти на контакт с кем угодно. Не случайно, что Банев из «Гадких лебедей» млеет от похвал Зурзмансора, охотно идёт на сотрудничество, хотя прекрасно видит, кто перед ним («Тьфу… Изыди, нечистый дух», — мысленно говорит герой, наблюдая за «страшными» превращениями лица собеседника).
Согласно В. В. Сербиненко, утопическая программа «Гадких лебедей» осуществляется пришельцами, которые наконец откликнулись на мольбы вконец разуверившихся в собственных силах землян. Земляне охотно помогают таинственным «мокрецам», и здесь представлены самые разные люди, от мудрого Голема до «эмансипированной сексапильной красавицы Дианы, буквально содрогающейся от отвращения к нашему „лучшему из миров“ и его обитателям» («Все люди — медузы… Медузы… черви в сортире»). Реализуемый в лепрозории проект совершенно не внеземного происхождения: мокрецы соблазняют и похищают детей Земли, реализуя в жутковато-магических формах утопическую мечту о чистых, юных строителях «нового мира». Данная идея была впервые озвучена ещё в «Хищных вещах века», а затем в разных формах рассмотрена в «Малыше» (истории космического Маугли, вознаграждённого за утрату человеческих черт сверхспособностями) и «Жуке в муравейнике» (методы работы Странников на планете Надежда). Виктор Банев при этом поначалу колеблется, ибо ему кажется, что мир мокрецов не так уж далёк от «нового порядка», за который ратует в повести фашист-интеллектуал Павор. В конечном счёте Банев вынужден верить на слово Голему, что будущее исключительно гуманно.

Вокруг он замечает лишь мещан, барахтающихся под дождем, залившим город «вторым потопом». А наедине с собой неуверенно припоминает давно уже не безусловные для него аргументы в пользу «слишком человеческого»: «Неужели… гадко все, что в человеке от животного? Даже материнство, даже улыбка мадонн, их ласковые мягкие руки, подносящие младенца к груди…» Естественно, что этому путающему зверя с мадонной писателю было нетрудно убедить себя, что в лице Зурзмансора он имел дело с вестником спасения, а не со «злым духом».
В. В. Сербиненко пришёл к выводу, что Стругацкие изобразили в «Гадких лебедях» не утопию, а мечту о ней, утопизм, в своих претензиях на будущее окончательно теряющий человеческие черты, взирающий на человечество как на досадную помеху, «ещё более равнодушно и зло, чем это могли бы сделать сами иноприродные чужаки-пришельцы».

#### Б. Межуев: необратимость наступления будущего
Политолог и философ Борис Межуев рассматривал глубинные истоки утопического проекта Стругацких. Именно в период 1962—1965 годов братья-соавторы приступили к переосмыслению основ лево-коммунистической утопии, и шире — радикальному пересмотру собственных представлений о будущем человечества. Советский утопический проект (согласно Б. Межуеву — в бессознательной форме) оперировал образом гигантской научной лаборатории, когда большинство людей превратятся в работников науки. В повести «Далёкая Радуга» Стругацкие рассмотрели модель «государства для физиков» и отвергли её. Именно в этом тексте впервые проявилась идея раскола — тогда ещё светлого коммунистического Полдня — людей искусства и людей науки, которые становятся чужими друг другу, перестают друг друга понимать и перестают друг в друге нуждаться. По мысли Б. Межуева, это было частное выражение раскола мирового социалистического движения. В СССР марксизм развивал рационалистический позитивизм контовской школы, тогда как на Западе «со времён Лукача и Блоха в социализме видели освобождение от технической рациональности во имя возвращения к природе и свободной эстетике». Стругацкие осознали и описали этот разрыв раньше многих своих современников, отметив его уже в «Полдне» изображением «биологической цивилизации» леонидян. «Далёкая Радуга» стала первым в советской литературе выпадом против концепции бесконечного научно-технического прогресса, задававшей подлинный нравственно-смысловой стержень коммунистического эксперимента.
Ещё в повести «Улитке на склоне» появляется образ изуродованных людей, наделённых сверхспособностями и связанными со стихией воды (в повести они именуются «ворами»). Они противостоят матриархальной биологической цивилизации — воплощённому будущему, наивысшему прогрессу, который в принципе несовместим с обычным существованием простых людей. В черновиках «Гадких лебедей» мокрецы описаны как господа «мёртвой материи», способные вызывать дождь во всех тех местах, где они жили. В дальнейшем Б. Межуев связал идейный пласт «Гадких лебедей» с идеологией контрпросвещения, которое трактовал расширительно — как теоретическую основу всякого конкретного социального порядка с элементами иерархии и подчинения. Ранее В. Сербиненко связывал «Гадких лебедей» с романом Артура Кларка «Конец детства», который Б. Межуев именует парадигмальным для рассмотрения коллизии появления у человечества самозваных «родителей» и «акушеров». В этом романе автор так не дал ответа на вопрос, следует ли считать Сверхправителей, предотвративших ядерную войну между сверхдержавами, «благодетелями человечества» или же в них нужно видеть посланцев ада, о чём свидетельствует их инфернальный внешний облик. В результате деятельности Сверхправителей Земля гибнет, человечество вымирает, а выжившие дети приобщаются к какому-то коллективному Разуму, обиталище которого более всего напоминает преисподнюю. Читателю предоставляется право выбирать отношение к описанному, тем более что у людей была возможность бороться со Сверхправителями, которой они не воспользовались, приняв опеку инопланетных «пастырей». В своей повести Стругацкие сняли эту двойственность, и мокрецы предстали истинными проводниками светлого будущего, избавителями, выведшими новые поколения из «египетского плена», то есть из развращённого и лицемерного мира взрослых. Б. Межуев отмечал известную близость этой коллизии трансгуманизму (и даже выводил трансгуманизм из диалектики контрпросвещения), что требует отдельного осмысления. Константин Фрумкин также рассматривал повести Стругацких (кроме «Гадких лебедей», ещё «Волны гасят ветер») как иллюстрацию сценариев пришествия постчеловечества и подозрительности к тем существам, которые возникают из людей благодаря следующему шагу эволюции (в повести «Волны гасят ветер» они называются людены).

#### И. Кукулин: юные как Иные
Литературовед и философ И. Кукулин определял «Гадкие лебеди» как последний по времени создания действительно утопический роман братьев Стругацких. Этот же мыслитель связывал иссякание революционного пафоса в творчестве Стругацких с событиями 1968 года, когда в СССР завершилась «оттепель», а во Франции произошли волнения студентов. Аллюзии на студенческие бунты исследователь находил именно в «Гадких лебедях», поскольку носителями бунтарских настроений в повести оказываются старшеклассники из закрытой (от внешнего мира) школы. Илья Кукулин даже считал, что имя Бол-Кунац напоминает имя лидера событий весны 1968 года Даниэля Кон-Бендита. Всё это глубоко не случайно: в условиях кризиса утопического сознания дети воспринимаются как образ непредсказуемого и пугающего будущего.

Общество, потерявшее уверенность в собственном будущем, с тревогой всматривалось в предвестников этого будущего — подростков, потенциальных носителей иного сознания. В условиях идеологической эрозии «развитого социализма» последним прибежищем как утопического, так и социально-проектного сознания стала школа: в большинстве своем советские педагоги-новаторы были нонконформистами (стихийными или сознательными). Они полагали, что, воздействуя на новое поколение, возможно «выгородить» внутри советского режима пространство иных — деидеологизированных, гуманистических и ответственных — отношений между людьми.
В западных литературах и кинематографе 1950—1970-х годов были распространены образы подростков и юношества как Иных, являясь формой рефлексии развития молодёжных субкультур и студенческих бунтов (включая «Чужака в чужой стране» Роберта Хайнлайна и «Ребёнка Розмари» Айры Левина). Широкую популярность жанр психологической драмы из жизни старшеклассников приобрёл и в СССР («Ночь после выпуска» В. Тендрякова), но на Западе инаковость молодых людей, как правило, имела прямые социальные и даже онтологические последствия, то есть спасение или гибель мира. Подростки советского искусства 1970-х годов представали как Иные в культурно-психологическом отношении. Метафору Иного представил Андрей Тарковский в финале своего фильма «Сталкер», снятого по сценарию Стругацких: дочь главного героя, девочка лет шести, двигает взглядом по столу стакан с водой и читает стихотворение Тютчева «Люблю глаза твои, мой друг…». В свою очередь, в «Гадких лебедях» Стругацкие одними из первых в советской культуре создали миф о подростках как об иных не только социально, но и психологически — по отношению к предшествовавшим поколениям. Важнейшей чертой подростков, которых воспитывают загадочные «мокрецы», является умение вести ответственные и жёсткие споры со взрослыми на этические темы. Эту черту как необыкновенно важное качество своих учеников характеризовал Юрий Айхенвальд.
И. Кукулин помещал «Гадких лебедей» в ещё один важнейший для Стругацких тематический контекст (задаваемый повестями «Извне» и «Пикник на обочине»): вся земная жизнь может быть «обочиной» с точки зрения более высокоразвитых цивилизаций, у которых есть свои неизвестные цели — и цели эти, вполне вероятно, не учитывают интересов ни конкретных людей, ни человечества в целом. Выразителями этой сверхцивилизации являются мокрецы, непредсказуемые в силу запредельности интеллекта, вплоть до того, что умственные интересы у них заменяют материальные. Из обычных детей они воспитывают расу будущего для никому не понятных целей, что заканчивается бескровным бунтом, которым разрешается конфликт поколений. В повести Стругацких дети уходят в сияющее царство иного мира, описанное в виде апокалиптических нового неба и новой земли. В этом контексте повесть «Волны гасят ветер» является «палинодией», опровержением «Гадких лебедей»: носителями сверхцивилизации и сверхсознания являются люди, вышедшие на новую ступень эволюционного развития. Однако результатом их деятельности, описываемой как игровая, является сегрегация человечества на неравные части по неизвестному нам параметру. Самоназвание этих сверхсуществ — «людены», происходящее, с одной стороны, от Homo ludens, с другой — это слово можно считать анаграммой слова «нелюдь».

## Рецепция

### Сценарий «Туча» братьев Стругацких

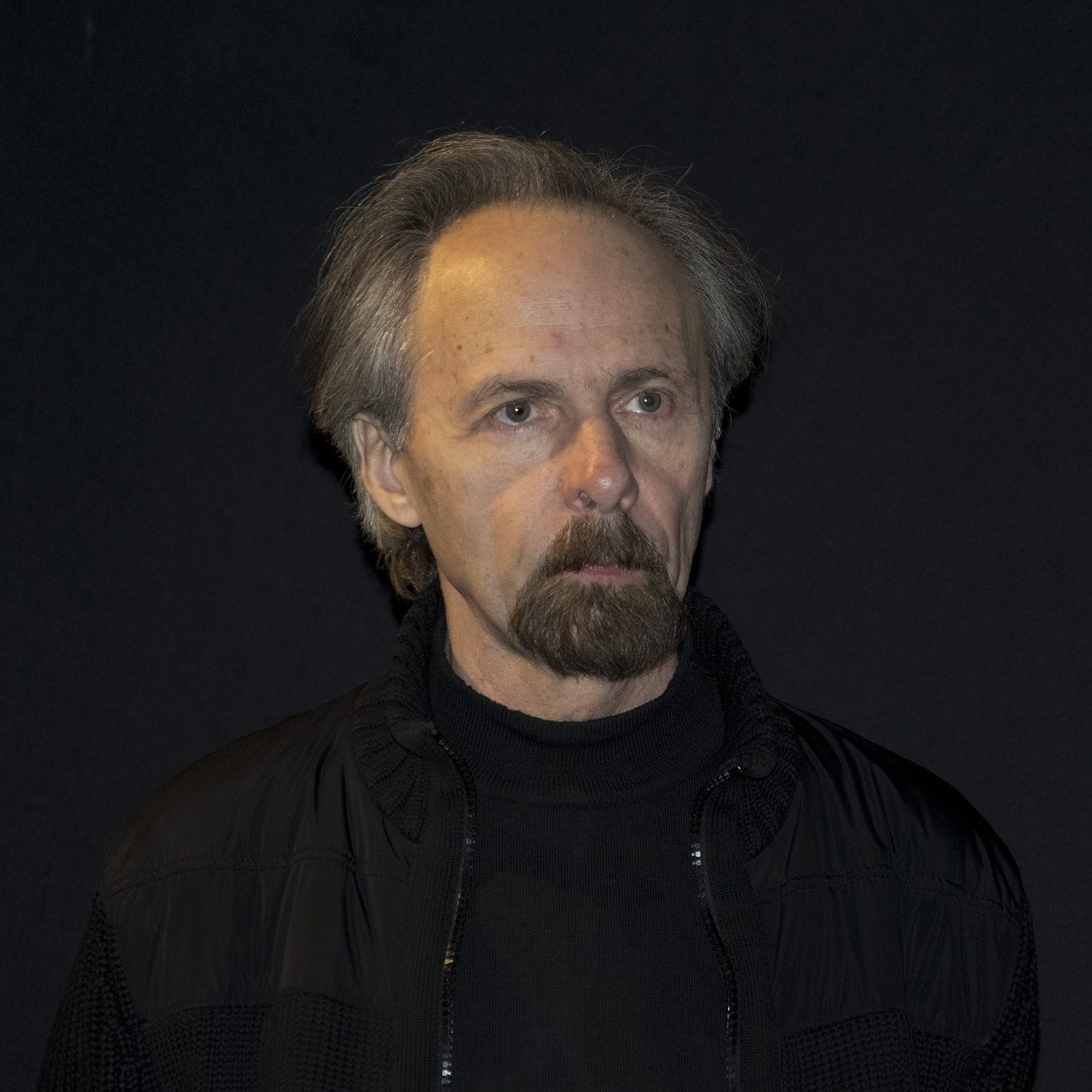
Константин Лопушанский в 2017 году

В 1983 году в Репино проходил Всесоюзный семинар по кинофантастике, на котором впервые произошла встреча режиссёра К. Лопушанского и писателя-фантаста и учёного-китаеведа В. Рыбакова (члена семинара Бориса Стругацкого). Тогда же впервые возник замысел сценария «Письма мёртвого человека»; участие в его обсуждении принял и Б. Н. Стругацкий. Один из вариантов сценария был опубликован под названием «На исходе ночи» в первом выпуске альманаха «Киносценарии» за 1985 год с благодарностями Борису Натановичу. После выхода фильма на экран Аркадий Натанович в дневниковой записи от 5 июня 1986 года назвал его «шедевром». 16 июля того же года в дневнике Бориса Натановича указано, что Лопушанский предложил заняться фильмом на основе «Гадких лебедей», положив в основу социально-экологическую проблематику. Начальство киностудии «Ленфильм» оказалось заинтересовано в проекте. Сценарий соавторы писали в два этапа 21—30 октября и 10—12 декабря 1986 года в Репино. Черновников, документирующих работу, не сохранилось. Однако Лопушанскому итоговый результат не понравился, и в январе 1987 года он от готового сценария отказался. 23 января 1987 года сценарий отвергли и на «Ленфильме» после обсуждения в 1-м творческом объединении. Через месяц договор с соавторами был расторгнут. В том же феврале 1987 году сценарий «Туча» был принят редколлегией журнала «Химия и жизнь» (номера 8—10). В 1989 и 1990 годах редколлегия журнала опубликовала два варианта сборника «Посёлок на краю Галактики», в составе которого был и сценарий; включался он и в собрания сочинений Стругацких.
В диссертации Элеоноры Бардасовой были проанализированы различия повести и сценария. В повести, написанной в 1966—1967 годах, Стругацкие, рассматривая тему справедливого и счастливого будущего, выявляли несовместимость социального конформизма, эгоизма и безответственности, проявлений социальной рутины с родовыми интересами человечества. Авторы прямо заявляли о стремлении «сломать изношенный социальный механизм и „внедрить“ в человеческое общество более справедливые формы социального устройства». В сценарии, написанном через двадцать лет, сюжет подвергся минимальным изменениям на фабульном уровне, однако акценты подверглись смещению. Главным героем является учёный-физик Нурланн, приехавший в город для уничтожения Тучи, зависшей над городом. Писатель получил фамилию Хансен, санитарный инспектор — Брун, Ирма является дочерью Нурланна, а не писателя. Туча — это символический образ будущего, куда постоянно уходят дети, которым нравится мокнуть под дождём. Каждый из героев представляет определённый человеческий тип: Нурланн — учёный, пытающийся отыскать в окружающем мире законы и жить сообразно ним; Хансен — сибарит; Брун — обыватель, он максимально стремится привести настоящее в соответствие со своими рефлексами. Туча отвечает видениями: сценами из прошлого и будущего. Так, Нурланн, попытавшийся подняться на вертолёте над Тучей, видит нечто напоминающее библейский Потоп. Его прошлое безрадостно: главное его чувство — страх и скорбь. Он был полностью беззащитен перед жестоким отцом, дворовым хулиганом, перед взрослым миром в целом. Достигнув высокого общественного положения, он, в сущности, одинок.
В финале Туча прогоняет из города всех взрослых, однако позволяет Нурланну ступить в себя. Нурланн, получив образ будущего, молит Тучу о милосердии, раздаётся трубный глас, с безоблачного неба валит снег, и навстречу ему выезжают Ирма на рыжем коне и её друг Циприан на белом скакуне:

Будущее не собиралось карать. Будущее не собиралось миловать. Будущее просто шло своей дорогой.

### Рок-музыка, литература, кинематограф, театр

#### Рок-поэзия и фантастическая проза
На пятом фестивале Ленинградского рок-клуба в 1987 году группа «Телевизор» представила по мотивам повести песню «Дети уходят». По результатам опроса зрителей песня вошла в пятёрку лучших композиций, исполненных на фестивале, а группа была удостоена приза жюри «За цельность программы». Также сообщалось, что «Дети уходят» признавалась лучшей композицией фестиваля.
Литературовед А. В. Синицкая прослеживала определённые параллели между «Гадкими лебедями» и творчеством В. Крапивина, который был знаком со Стругацкими лично и печатался вместе с ними в журнале «Уральский следопыт»; в определённой степени общей у них была и читательская аудитория. Повесть Стругацких и, например, крапивинский «Мальчик со шпагой» роднит сюжет, в котором дети, принципиально отвергающие всю современную цивилизацию, оказываются судьями взрослых. В творчестве Крапивина можно обнаружить скрытые и явные переклички с этой моделью. Есть и существенная разница: Стругацкие моделировали варианты возможного будущего, в то время как Владислав Крапивин отрицал будущее вообще, оперируя двойной картиной бытия — земного бытового и сказочного, мистического романтического (с приставками «пост-» и «нео-») пространства бытия детей. Крапивин отталкивался от переосмысленного советского мифа о жертвенности детей (в контексте Революции или Отечественной войны) и стереотипной школьной тематики. Тематика ребёнка-жертвы не связывалась с большой победой взрослых, прошлое при этом, как и у Стругацких, активно вторгаясь в настоящее и будущее, оказывалось синонимом смерти.
Полемика с «Гадкими лебедями» прослеживается в повести Александра Бушкова «Великолепные гепарды» 1990 года. В повести Бушкова действуют аномальные дети, именуемые «ретцелькиндами», которые сделались проводниками новой биологической цивилизации на Земле. С ними активно борются главные герои: два или более ретцелькинда способны заражать окружающих детей и превращать их в своё подобие, а поодиночке теряют свои свойства. Глава международной службы безопасности носит прозвище Голем, что, по мнению Б. Вишневского, не является случайным совпадением. В 1996 году писатель-фантаст Ант Скаландис для антологии «Время учеников» написал повесть «Вторая попытка», в которой ситуация «Гадких лебедей» вывернута зеркально (вместо дождя — жара; вместо детей-вундеркиндов — юные ветераны войны).

#### Фильм К. Лопушанского
В 2006 году режиссёр Константин Лопушанский снял фильм «Гадкие лебеди» по сценарию писателя-фантаста Вячеслава Рыбакова. Как отмечал А. А. Огнев (Академия медиаиндустрии), фильм оказался во многом повторением «Писем мёртвого человека» того же режиссёра и автора сценария. При этом в «Гадких лебедях» была потеряна социальная актуальность, в результате чего фильм оказался незамеченным в кинопрокате. Структура сюжета и расстановка акцентов была сильно изменена, кинокритик Валерий Паршин даже утверждал, что «в самом начале фильма возникает смутное подозрение, что это экранизация не „Гадких лебедей“, а… „Пикника на обочине“». О вторичности фильма и его зависимости от киноязыка Тарковского писал критик Роман Корнеев, утверждая, что главные недостатки фильма проистекают из творчества Тарковского: «Обрывающийся в никуда сценарий — он оттуда, из „Сталкера“, оттуда же и навязчивое впечатление постфактум: фильм явно должен быть хотя бы на полчаса длиннее, чтобы дать развиться затянутым планам, насытить действие тишиной, дать зрителю перестроиться с одного настроения на другое». Исследователь творчества Стругацких Войцех Кайтох утверждал, что режиссёр и сценарист попытались актуализировать «Гадких лебедей», противопоставив героев не авторитарной власти, а потребительскому обществу, «и до некоторого уровня это удалось». Борис Стругацкий не принимал участия в работе над фильмом, заявив после просмотра, что «дух повести не утрачен и нет противоречия с идеологией автора», и отметив сильнейшее влияние Тарковского.
Литературный критик Александр Ройфе подчёркивал, что безупречных экранизаций вообще не бывает из-за принципиальных отличий литературного и киноязыков. Экранизация повести «Гадкие лебеди» при этом является «соблазнительной», ибо «стилистика эпохи почти полностью совпала с плодом писательской фантазии». Однако сценарист и режиссёр не искали лёгких путей, поэтому Вячеслав Рыбаков попытался поставить под сомнение «прогрессивность» мокрецов и отыскать способ преодолеть трагический разлад поколений. В рамках фильма это привело ещё и к диспуту режиссёра и сценариста, который ярче всего, согласно А. Ройфе, проявился в финальной сцене: «Но дочь писателя устремилась к пыльному окну рисовать на нём звёздное небо — и мы понимаем, что …до отца ей по-прежнему дела нет, а значит, всё так же безысходно, как и раньше». Основополагающая идея не искажалась ни Лопушанским, ни Рыбаковым: «„будущее создается тобой, но не для тебя“ и к тому же наступает совершенно неожиданно».

…Банев (а вместе с ним и авторы) отлично видит трагизм этой ситуации, сознаёт, что человек, изменивший свою жизнь столь радикально, уже не вполне является человеком, — видит и сознаёт, но встать на пути «прогресса» не осмеливается! Стругацкие намеренно осложняют ему выбор, ведь их мокрецы неагрессивны, постоянно декларируют желание строить новое, не разрушая старого. В фильме всё проще: мокрецы с самого начала предстают в виде опасной секты, «обрабатывающей» школьников… <…> Это сразу настраивает зрителя на определённый лад: ОНИ ничуть не лучше нас, хотя куда больше знают и умеют. Не лучше — потому что не добрее…
В финале фильма мокрецы решают не просто погибнуть (армия собирается применить против них химическое оружие), но погибнуть вместе со своими воспитанниками. При этом режиссёру «относительно счастливый финал был не нужен — он предпочел ему несколько банальных инвектив в адрес сильных мира сего». Происходит это потому, что К. Лопушанский выстраивал эффектный кинематографический ряд, из-за чего явно проседают сценарные нюансы и появляются «нестреляющие ружья», наподобие визита главного героя к профессору Пильману из «Пикника на обочине», представленного в образе таинственного карлика. «С другой стороны, некоторые кадры действительно очень красивы», а работа оператора, художников, актёров, включая исполнителя главной роли, признаётся убедительной и профессиональной.

#### Театральные подмостки
В 2015 году по мотивам повести был поставлен спектакль Юрия Квятковского «Норманск» в стиле квеста-бродилки, проходящий одновременно на шести этажах Центра имени Мейерхольда. Рецензенты отмечали, что «Норманск» «задал тренд иммерсивности столичным театральным постановкам».

### Комментарии
1. ↑  Здесь и далее ударения авторские[6].
2. ↑  В 1960-е годы Аркадий Стругацкий тесно общался с Владимиром Высоцким; на день его рождения в 1968 году подарком стала рукопись «Гадких лебедей», упакованная в папку и подписанная. Позднее эта рукопись была украдена у жены барда — Людмилы Абрамовой[25].
3. ↑  Польский исследователь Войцех Кайтох именовал историю с зарубежной публикацией «загадочной», принимая во внимание обоюдную беспечность как писателей, которые «вручили рукопись мерзавцу», так и издательства, которое рисковало получить репутацию опасного для советских диссидентов. «Может быть, ближе к истине возможное параллельное и безусловно согласованное со Стругацкими приготовление эмиграционного издания вместе с публикацией в СССР»[31]. Впрочем, Б. Стругацкий категорически отрицал возможность подобного развития событий[32]. В редакционном уведомлении журнала «Грани» также говорится: «Повесть будет полностью опубликована издательством „Посев“ без ведома и согласия авторов»[33].
4. ↑  Журналист Клаус Менерт также свидетельствовал, что западному человеку было очень трудно раздобыть любой текст Стругацких в инвалютных магазинах сети «Берёзка»: они очень быстро распродавались[44].
5. ↑  Немецкий журналист-советолог Клаус Менерт, общавшийся в начале 1980-х годов с Аркадием Стругацким, свидетельствовал, что Аркадий Натанович разозлился в ответ на вопрос о зарубежной публикации «Гадких лебедей». Дословно он сказал: «Вы на Западе всегда стремитесь „учуять“ завуалированную критику советского строя, а если рукопись не появится в печати, начинаете говорить о цензуре. Но мы с Борисом пишем не для того, чтобы пожаловаться на отсутствие в магазинах мяса; мы озабочены гораздо более серьёзными проблемами — экологией, генетической технологией и выживанием человечества». О публикации «Гадких лебедей» Аркадий Стругацкий заявил, что рукопись уже была принята одним из московских издательств, но некто переправил копию за границу, где рукопись напечатали в эмигрантском журнале, враждебном СССР. Шансов на издание в Москве больше не было. «Вот и всё»[50].
6. ↑  Равным образом, лозунги «Президент — отец народа», «Легионер Свободы — верный сын Президента», «Армия — наша грозная слава» в 1960—1970-е годы воспринимались читателями как аллюзии на советскую пропаганду, близкие к лозунгу «КПСС — ум, честь и совесть нашей эпохи»[53].
7. ↑  И. Неронова определяла пространство города как гибридное, функционирующее частично по законам объективной реальности, частично же сверхъестественного[58].
8. ↑  Термин «мокрец» используется авторами в нестандартном значении, так как его основное словарное значение сводится к мелкому кровососущему насекомому, разновидности гнуса[65].
9. ↑  «Мокрецов, идеальных людей будущего, Стругацкие буквально обезличивают: вместо лиц у них плохо прилаженные маски. Такая деталь необходима, чтобы показать бездушность этого будущего, отсюда и название, данное „очкарикам“ авторами, такое неприятное, липкое и мокрое: мокрецы претендуют на лик (противопоставлены животному существованию „взрослых“ в городе), а по факту имеют только личину — маску»[66].
10. ↑  В составе «Хромой судьбы» финальная глава романа, описывающая рождение нового мира, получила название «Exodus».

### Первоисточники
- Стругацкий А., Стругацкий Б. Полное собрание сочинений в тридцати трёх томах / Составители: Светлана Бондаренко, Виктор Курильский, Юрий Флейшман. — Группа «Людены», 2016. — Т. 11: 1967, часть I. — 217 с.
- Стругацкий А., Стругацкий Б. Полное собрание сочинений в тридцати трёх томах / Составители: Светлана Бондаренко, Виктор Курильский. — Группа «Людены», 2020. — Т. 27: 1985—1986. — 598 с.
- Стругацкий Б. Н. Интервью длиною в годы: по материалам офлайн-интервью / Сост. С. П. Бондаренко. — М. : АСТ, 2009. — 508 с. — (Миры братьев Стругацких). — ISBN 978-5-17-044777-0.
- Стругацкие. Материалы к исследованию: письма, рабочие дневники, 1967—1971 гг / Сост. С. П. Бондаренко, В. М. Курильский. — Волгоград : ПринТерра-Дизайн, 2013. — 736 с. — ISBN 978-5-98424-162-5.

### Диссертации
- Бардасова Э. В. Концепция возможных миров в свете эстетического идеала писателей-фантастов А. и Б. Стругацких : диссертация …кандидата филологических наук: 10.01.01 / Научный руководитель: доктор филологических наук, профессор Нигматуллина Ю. Г.. — Казань, 1995. — 159 с.
- Неронова И. В. Художественный мир и его конструирование в творчестве А. Н. и Б. Н. Стругацких 1980-х годов : Специальность 10.01.01. — русская литература (филологические науки); Диссертация на соискание учёной степени кандидата филологических наук. — Ярославль : Ярославский государственный университет им. П. Г. Демидова, 2015. — 209 с.

### Монографии и статьи
- Арбитман Р. Время «Времени дождя» // Заря молодёжи (Саратов). — 1989. — 25 марта. — С. 9.
- Бедерсон В. Д. Политические сообщества в условиях городской среды: сквозь призму фантастики (на примерах романа «Град обреченный» и повести «Гадкие лебеди» А. Н. и Б. Н. Стругацких) // Вестник Пермского университета. Сер.: Политология. — 2011. — № 1 (13). — С. 65–70.
- Васюченко И. Отвергнувшие воскресенье. (Заметки о творчестве Аркадия и Бориса Стругацких) // Знамя : Орган Союза писателей СССР. — 1989. — № 5 (май). — С. 216—225.
- Вишневский Б. Л. Двойная звезда: Миры братьев Стругацких. — СПб. : Дом Галича, 2022. — 456 с.
- Володихин Д. М., Прашкевич Г. М. Братья Стругацкие. — М. : Молодая гвардия, 2012. — 350 с. — (Жизнь замечательных людей, вып. 1331). — ISBN 978-5-235-03475-4.
- Геллер Л. Вселенная за пределом догмы = Soviet science fiction : Размышления о совет. фантастике. — London : Overseas publ. interchange, 1985. — 443 с. — (Советская научная фантастика). — ISBN 1-903868-58-X.
- Изотов В. П. «Хромая судьба» братьев Стругацких: претексты, послетексты и другое // Учёные записки Орловского государственного университета. — 2020. — № 3 (80). — С. 98—100.
- Изотов В. П. «Хромая судьба» братьев Стругацких: островки будущего // Образ будущего: Сб. ст.. — 2021. — С. 172—176.
- Казаков В., Керзин А., Флейшман Ю. Библиография. От составителей. Художественные произведения // Миры братьев Стругацких. Энциклопедия: Том 2 / Сост. В. Борисов. — М., СПб. : АСТ, Terra Fantastica, 1999. — С. 419—460. — 560 с. — (Миры братьев Стругацких). — ISBN 5-237-01562-X.
- Кайтох В. Братья Стругацкие / Пер. с пол. В. Борисова // Стругацкий А. Н., Стругацкий Б. Н. Собрание сочинений. В 11 т. — Донецк : Сталкер, 2003. — Т. 12, дополнительный. — С. 409—638. — 699 с. — ISBN 966-696-215-2.
- Кайтох В. Солярис — Саракш, Краков — Москва: Статьи и очерки о фантастике и на другие темы / Собрал и отредактировал Владимир Борисов. — Арканар : Метагом, 2020. — 416 с.
- Канчуков Е. …Каждый город и весь мир принадлежал им по праву: Детство в прозе Стругацких // Детская литература. — 1988. — № 3. — С. 29—33.
- Кузнецов А. В. О взглядах А. Н. и Б. Н. Стругацких на воспитание: мотив побега детей в творчестве 1960-х годов // Rhema. Рема. — 2019. — № 2. — С. 9—18.
- Кузнецов А. В. О генезисе мотива превращения в романе «Гадкие лебеди» А. Н. и Б. Н. Стругацких // Наука и школа. — 2021. — № 6. — С. 28–34. — doi:10.31862/1819-463X-2021-6-28-34.
- Кукулин И.. Альтернативное социальное проектирование в советском обществе 1960-1970-х годов, или Почему в современной России не прижились левые политические практики. Новое литературное обозрение. Polit.ru (29 февраля 2008). Дата обращения: 9 октября 2023.
- Межуев Б.. Тайна «Мира Полдня». Гефтер (28 ноября 2012).
- Межуев Б. В. Проблема Контрпросвещения в политической философии // Социальные и гуманитарные науки. Отечественная и зарубежная литература. Сер. 3: Философия. — 2022. — № 3. — С. 113—137. — doi:10.31249/rphil/2022.03.17.
- Милославская В. В. Творчество А. и Б. Стругацких в контексте эстетических стратегий постмодернизма : монография. — Ставрополь : Изд-во СКФУ, 2014. — 157 с. — ISBN 978-5-88648-912-5.
- Пискунова В. В. Женские образы в романе «Хромая судьба» братьев Стругацких / научн. руководитель Н. В. Налегач // INIТIUM. Художественная литература: опыт современного прочтения: сборник статей молодых учёных. — 2020. — Вып. 3. — С. 75—78.
- Свитенко Н. В. Террор интеллекта: репрессивная духовность в повести «Гадкие лебеди» А. и Б. Стругацких // Известия Волгоградского государственного педагогического университета. — 2021. — № 10 (163). — С. 233—236.
- Свитенко Н. В. «Гадкие лебеди»: ценностные ориентации подростков в одноименной повести А. и Б. Стругацких // Вестник Чувашского государственного педагогического университета им. И. Я. Яковлева. — 2021. — № 4 (113). — С. 64—70. — doi:10.37972/chgpu.2021.113.4.008.
- Сербиненко В. Три века скитаний в мире утопии. Читая братьев Стругацких // Новый мир : Орган Союза писателей СССР. — 1989. — № 5 (май). — С. 242—255.
- Синицкая А. В. Бригантина, гипсовый трубач и скелет в шкафу: классика жанра «с двойным дном» (сюжеты Владислава Крапивина) // Конвенциональное и неконвенциональное. Интерпретация культурных кодов / Сост. и общ. ред. В. Ю. Михайлина и Е. С. Решетниковой. — Саратов; СПб : ЛИСКА, 2013. — С. 186—197. — 279 с. — ISBN 978-5-89091-466-8.
- Скаландис А. Братья Стругацкие. — М. : АСТ, 2008. — 702 с. — ISBN 978-5-17-052684-0.
- Фрумкин К. Г. Дискуссии о трансгуманизме и постгуманизме как симптом рождения нового общества // Свободная мысль. — 2023. — № 2. — С. 31—44.
- Хауэлл И. Апокалиптический реализм: Научная фантастика Аркадия и Бориса Стругацких / пер. с англ. Е. Нестеровой. — СПб. : БиблиоРоссика, 2021. — 192 с. — (Современная западная русистика = Contemporary Western Rusistika). — ISBN 978-5-6044709-2-3.
- Черняховская Ю. Братья Стругацкие: письма о будущем. — М. : Книжный мир, 2016. — 384 с. — ISBN 978-5-8041-0878-7.
- Mehnert K. The Russians & their favorite books. — Stanford, California : Hoover Institution Press, Stanford University, 1983. — xv, 280 p. — ISBN 0-8179-7821-6.
- Salvestroni S. The Ambiguous Miracle in Three Novels by the Strugatsky Brothers (Le miracle ambigu dans trois romans des frères Strugatsky) / Tr. by Raphael Aceto and R. M. P // Science Fiction Studies. — 1984. — Vol. 11, no. 3. — P. 291—303. — JSTOR 4239641.